# Katherine Jenkins
Katherine Maria Jenkins, OBE (Neath, 29 de junho de 1980) é uma cantora galesa de crossover clássico.
Depois de vencer concursos de canto em sua juventude, Jenkins estudou na Royal Academy of Music, aprendendo canto. Ela veio a receber atenção do público em 2003, quando ela cantou na Catedral de Westminster em honra do jubileu de prata do Papa João Paulo II. Desde 2004, ela lançou vários álbuns que tiveram um bom desempenho nas paradas britânicas e estrangeiras. Em 2005 e 2006, seus álbuns venceram o Classic Brit Awards Álbum do Ano. Ela também tem sido vista amplamente em concertos, incluindo concertos para as tropas britânicas no Iraque e no Afeganistão; Ela também participa de vários eventos esportivos, campanhas de caridade e programas de televisão. Foi mentora e juíza no programa britânico Popstar to Operastar e no mesmo ano apareceu no episódio "a Christmas Carol" de Doctor Who. Ela também competiu no Dancing with the Stars em 2012 terminando em segundo lugar.

## Biografia
Katherine tem uma irmã chamada Laura, elas foram criadas por seus pais Selwyn John (1924 - 1995) e Susan. Katherine tem duas meias-irmãs do primeiro casamento de seu pai, mas ela não convive com elas.
Ela é casada com o artista americano Andrew Levitas desde 27 de setembro de 2014, numa cerimônia religiosa. Seu primeiro filho, uma menina, nasceu em setembro de 2015.

## Discografia

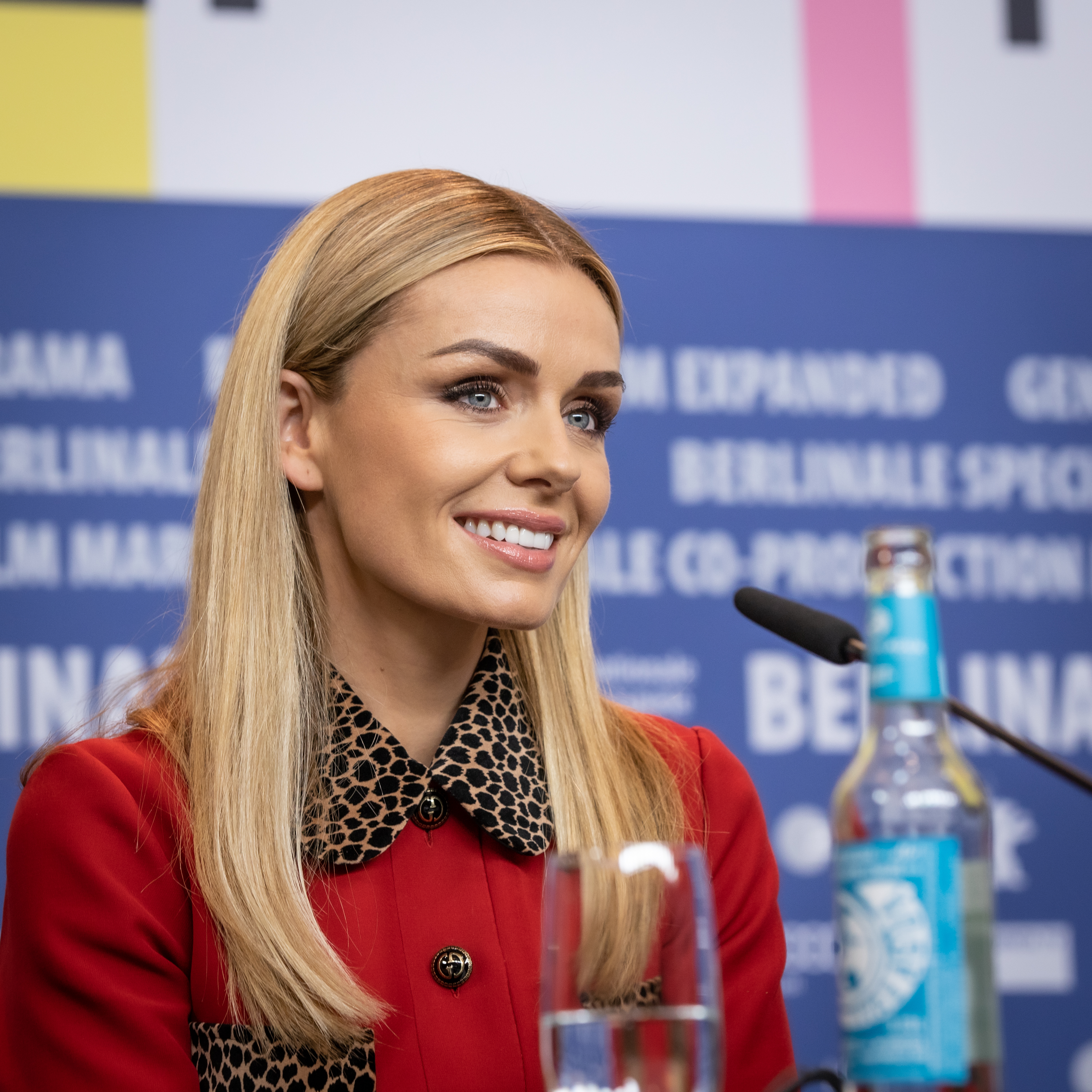
Jenkins em 2020

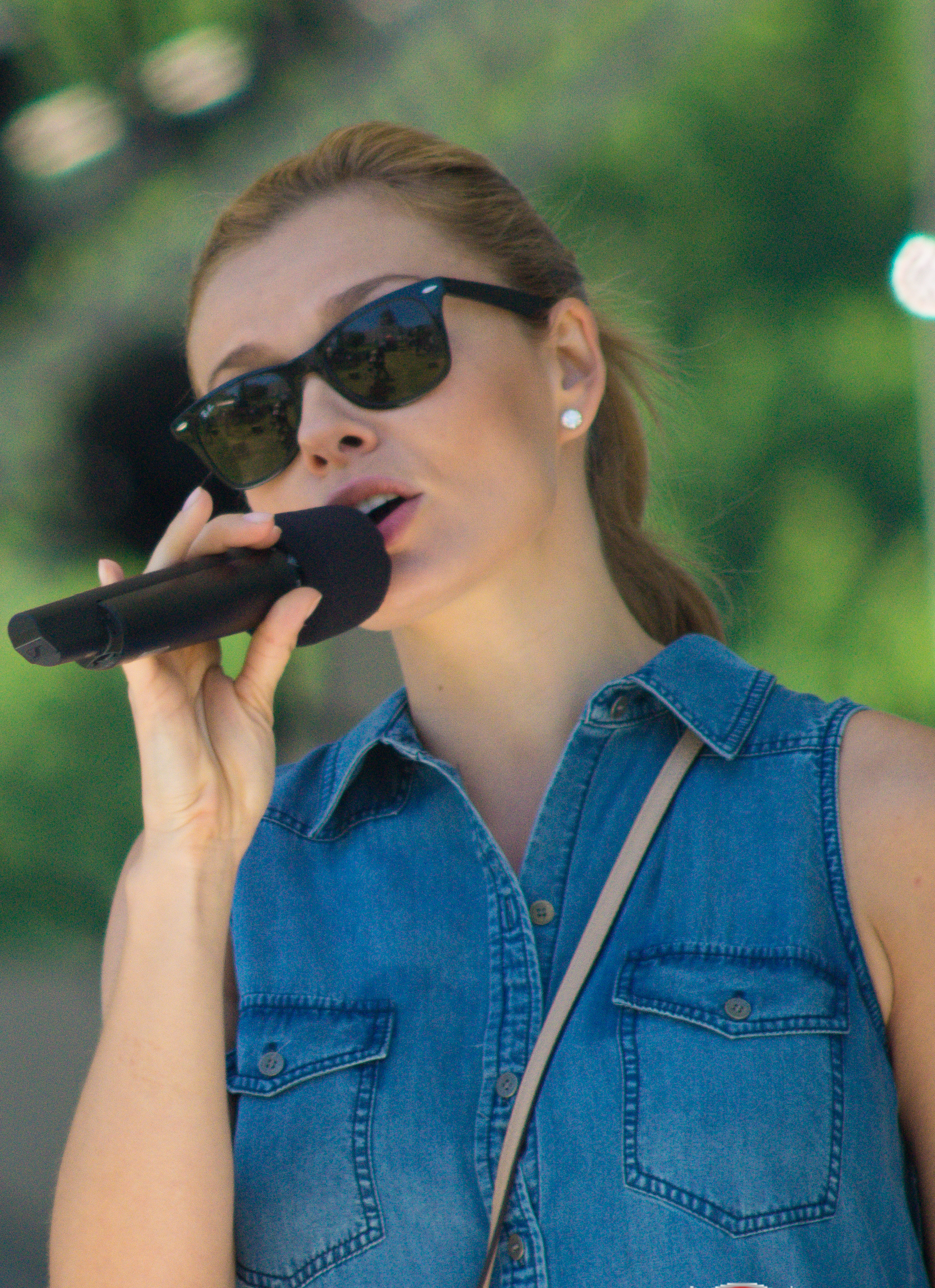
Jenkins em 2015

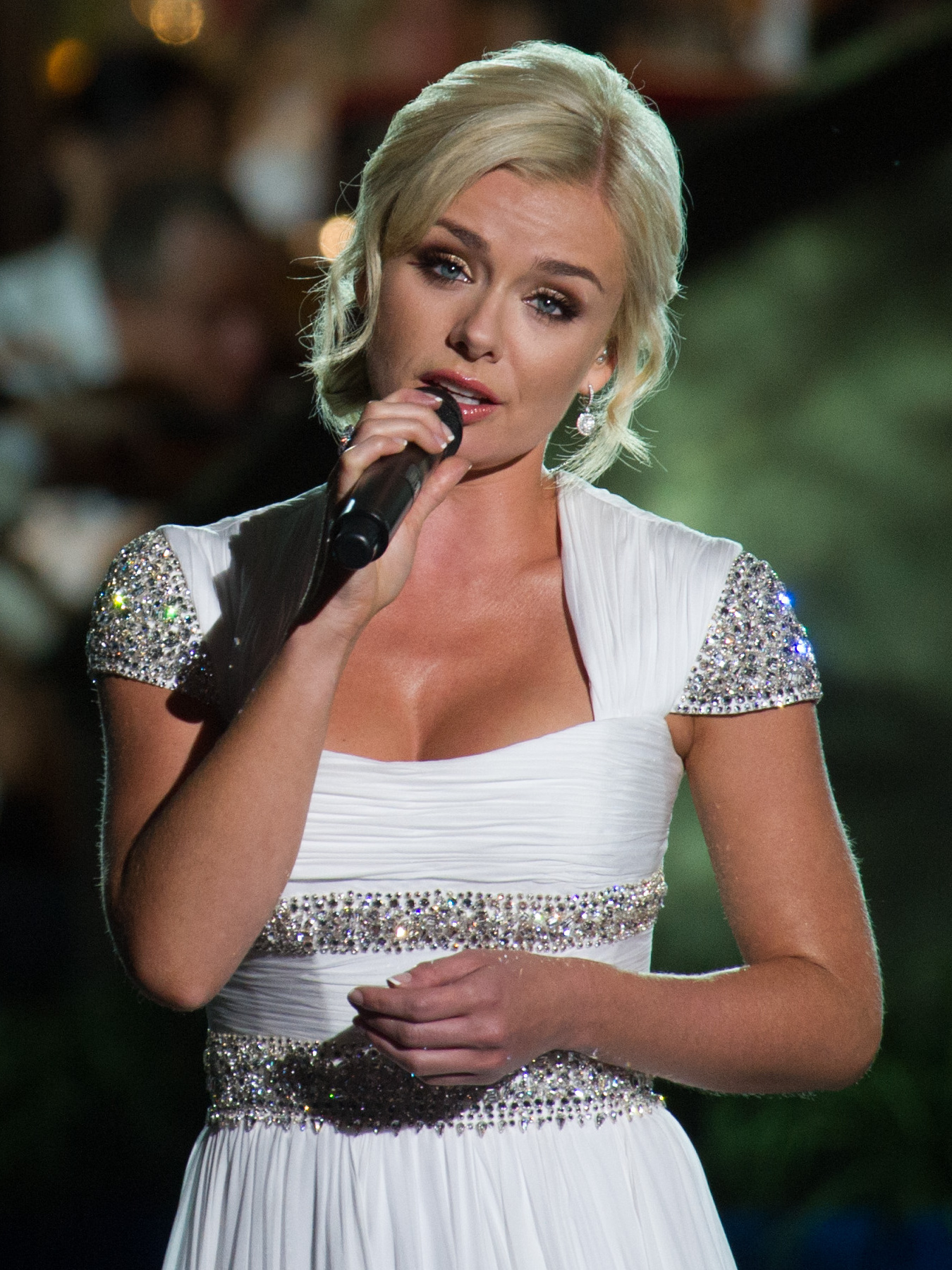
Jenkins em 2013

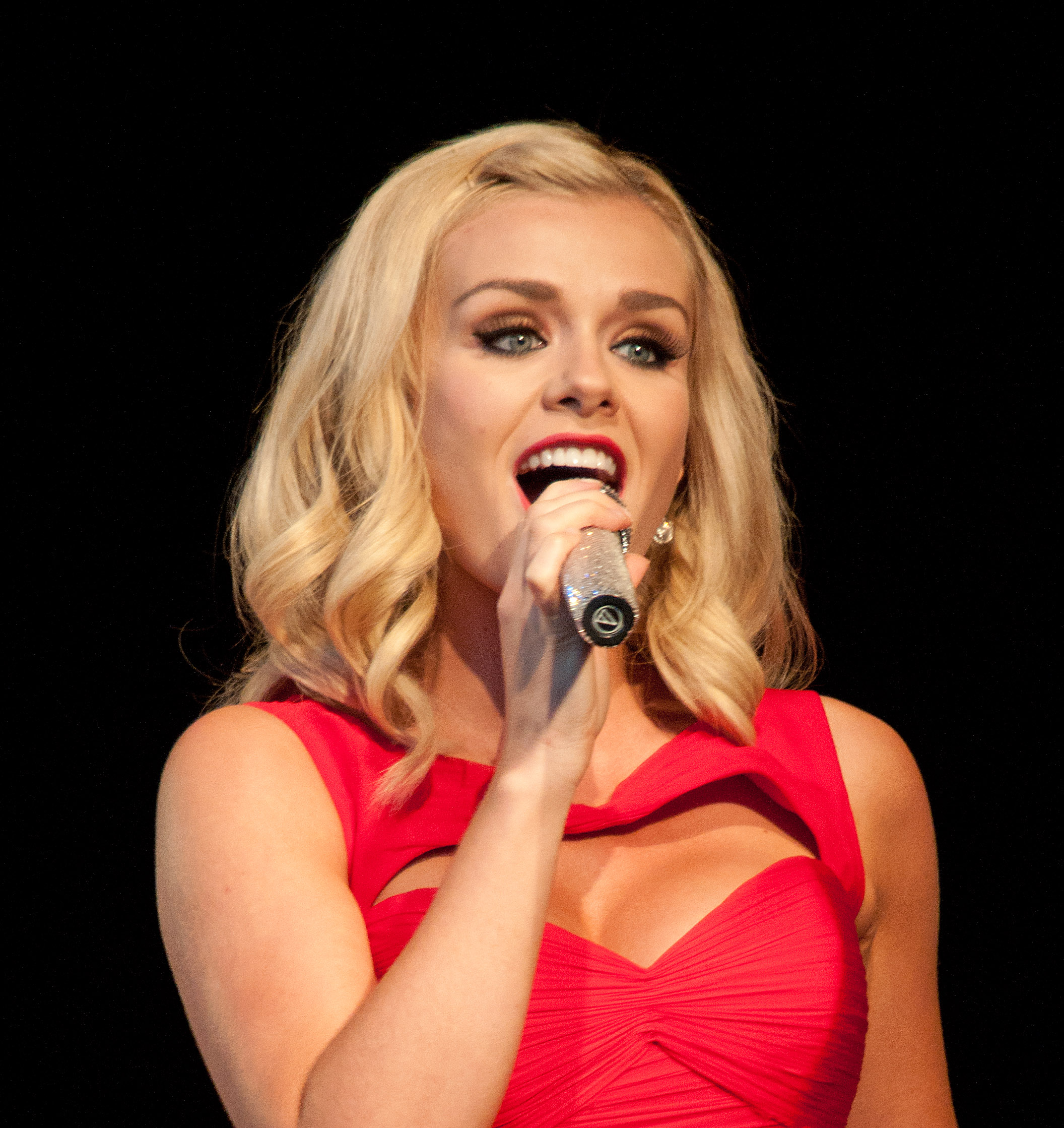
Jenkins em 2011

### Álbuns
Álbuns de estúdio
- Première (2004)
- Second Nature (2004)
- Living a Dream (2005)
- Serenade (2006)
- Rejoice (2007)
- Sacred Arias (2008)
- Believe (2009)
- Daydream (2011)
- This Is Christmas (2012)
- Home Sweet Home (2014)
- Celebration (2016)
- Guiding Light (2018)
- Cinema Paradiso (2020)

Álbuns de trilhas sonoras
- Cinema Paradiso (2020)
- Christmas Spectacular from the Royal Albert Hall: Original Soundtrack (2020)

Álbuns de compilação
- From the Heart (2007)
- The Ultimate Collection (2009)
- Sweetest Love (2011)
- One Fine Day (2011)
- My Christmas (2012)
- L'amour (2013)

Álbuns de vídeos
- Live at Llangollen (2006)
- Katherine in the Park (2007)
- Viva la Diva (2008)
- Katherine Jenkins: Believe Live from the O2 (2010)

### Singles
- "Time to Say Goodbye" (2005)
- "Do Not Stand at My Grave & Weep" (2006)
- "Green, Green Grass of Home" (2006)
- "I (Who Have Nothing)" (2007)
- "Hallelujah" (2008)
- "I Believe" (com Andrea Bocelli) (2009)
- "Bring Me to Life" (2009)
- "Angel" (2009)
- "Love Never Dies" (2010)
- "Fear of Falling" (2010)
- "Tell Me I'm Not Dreaming" (2010)
- "We'll Meet Again" (com Vera Lynn) (2014)

### Videoclipes
- "Time to Say Goodbye" (2004)
- "L'Amore Sei Tu (I Will Always Love You)" (2005)
- "Nella Fantasia" (2006)
- "Rejoice" (2007)
- "I (Who Have Nothing)" (2008)
- "I Believe" (with Andrea Bocelli) (2009)
- "Bring Me to Life" (2009)
- "Angel" (2009)
- "Love Never Dies" (2010)
- "Tell Me I'm Not Dreaming" (2010)
- "Break It to My Heart" (2011)